# Jiangle

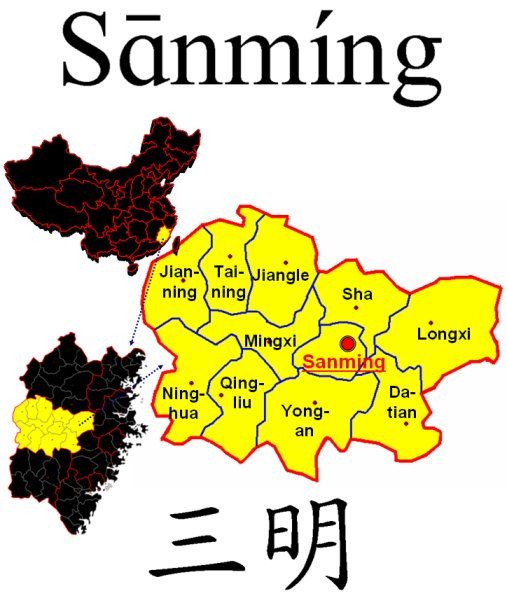
Kreisebene der Stadt Sanming

Der Kreis Jiangle (chinesisch 将乐县, Pinyin Jiānglè Xiàn) ist ein Kreis der bezirksfreien Stadt Sanming in der chinesischen Provinz Fujian. Jiangle hat eine Fläche von 2.241 km² und hat 144.943 Einwohner (Stand: 2020). Sein Hauptort ist die Großgemeinde Guyong (古镛镇).